# Salmo 103

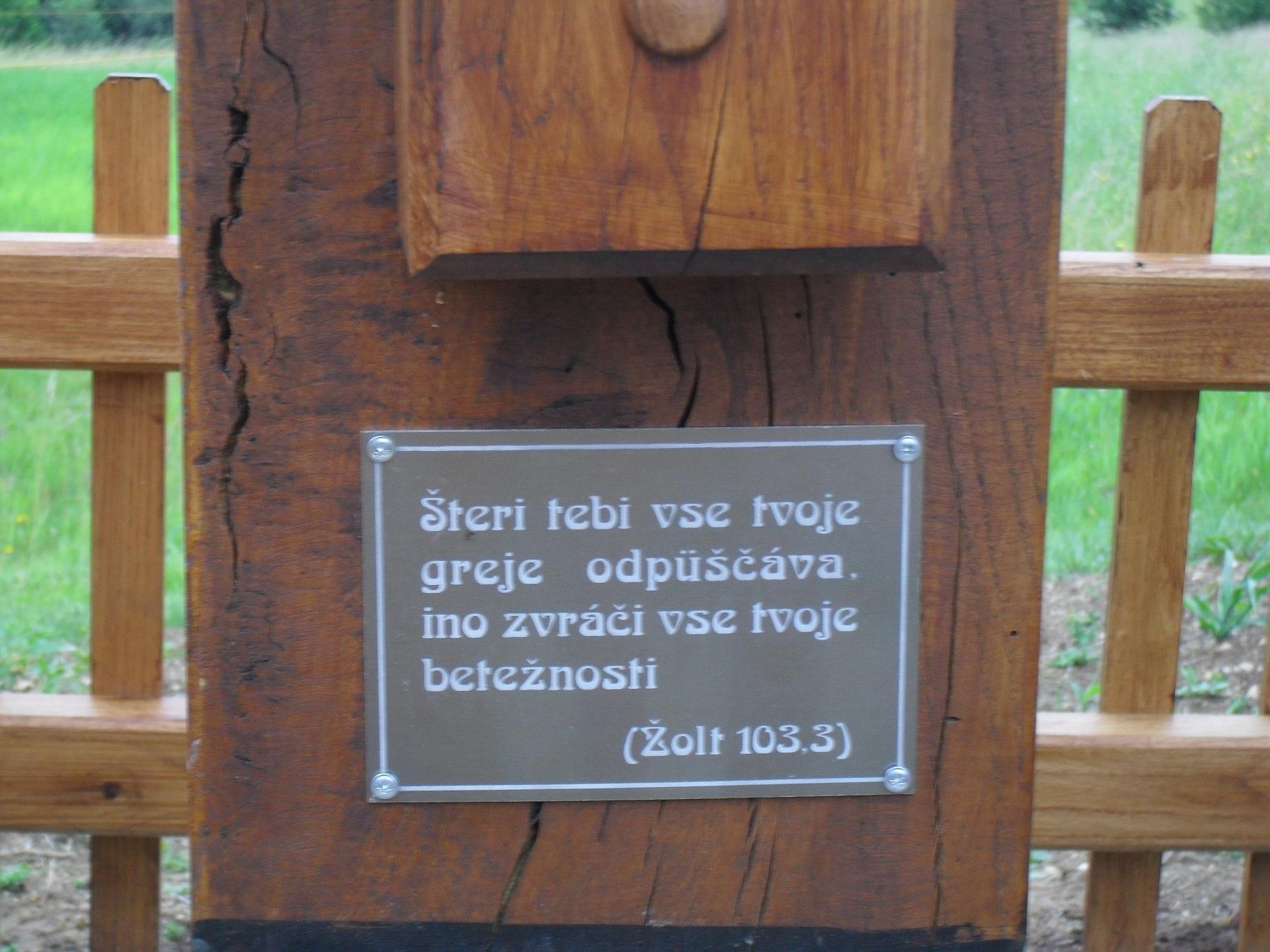
Il terzo versetto del salmo in dialetto prekmuro, alla base di una croce a Kétvölgy, in Ungheria.

Il salmo 103 (102 secondo la numerazione greca) costituisce il centotreesimo capitolo del Libro dei salmi.
È tradizionalmente attribuito al re Davide. È utilizzato dalla Chiesa cattolica nella liturgia delle ore.